# Talac
Talac je osoba koju se zadržava zarobljenu protiv njene volje. Otmičar obično namjerava iznuditi otkupninu ili slijedi političke ciljeve i prijeti ubojstvom taoca, u slučaju neispunjavanja njegovih zahtjeva.
Uzimanje talaca prema državim je i međunarodnim pravilima zabranjeno. Postignuti sporazum o zamjeni za taoca i jamstvo za poštovanje dogovorenog obično se ne ostvaruje.[nedostaje izvor]
Većina situacija u kojima se pojavljuje situacija talaca je povezana s drugim zločinima ili kao rezultat političkih borbi. Na primjer, pljačkaš banke može uzeti taoce i prijetiti da će ih ubiti u slučaju da ga policija ne pusti. Otmičari koji zauzimaju avione ili brodove mogu putnike ili posadu vozila držati kao taoce dok ne dobiju otkupninu ili dok im se ne osigura siguran prijevoz.